# Robin Fawcett
Robin P. Fawcett (1937) é um linguista britânico conhecido por ter fundado a vertente da linguística sistêmico-funcional conhecida como "gramática de Cardiff". É professor emérito da Universidade de Cardiff.

## Obras selecionadas
Livros
- Cognitive Linguistics and Social Interaction (1980)
- Invitation to Systemic Functional Linguistics through the Cardiff Grammar (1997)
- A theory of syntax for systemic functional linguistics (2000)

Artigos e capítulos
- "The semantics of clause and verb for relational processes in English" (1987)
- "What makes a 'good' system network good?" (1988)
- "A generationist approach to grammar reversibility in Natural Language Processing" (1994)
- "A Systemic Functional approach to complementation in English" (1996)
- "On the subject of the Subject in English: two positions on its meaning (and on how to test for it)" (1999)
- " In place of Halliday’s ‘verbal group’" (2000)